# Sally Carson
Sylvia Mary Margaret Carson (30 de setembre de 1902 - 21 de juny de 1941), coneguda com a Sally Carson, va ser una escriptora anglesa que va publicar la novel·la Crooked Cross (1934), en què predeia l'amenaça nazi a Alemanya. La novel·la es va reeditar l'abril de 2025.

## Primers anys
Carson, que tenia dues germanes grans,  va néixer el 30 de setembre de 1902 a Thornton Heath (Surrey). El seu pare, Arthur Louis Carson, va morir quatre anys més tard i la seva mare, Charlotte Winstanley Stratford, va criar la família a Dorset.

## Obra literària
Carson va escriure Crooked Cross mentre estava de vacances a Baviera. El 1935 es va estrenar una versió teatralitzada al Birmingham Repertory Theatre, produïda per Herbert Prentice. També es va representar al Westminster Theatre, al West End de Londres, protagonitzada per Anne Firth el 1937.
Segons un article de 2025 a The Observer, Crooked Cross "tracta la creixent desafecció d'un grup de joves alemanys que se senten perduts i ignorats i, per tant, es dirigeixen cap a un nou líder autoritari". D'aquesta manera, el llibre "va predir l'escala de l'amenaça nazi".
Posteriorment, va escriure dues novel·les més, The Prisoner (1936) i A Traveller Came By (1938).

## Vida personal
Carson es va casar amb l'editor Eric Humphries (1894-1968; el seu segon matrimoni), fill del cofundador de Lund Humphries, a Londres el 1938. Vivien a Thorpe (North Yorkshire) i van tenir tres fills. Va morir de càncer de mama el 21 de juny de 1941, a 38 anys, en una residència geriàtrica a Leeds.